# Капракотта
Капракотта (итал. Capracotta) — коммуна в Италии, располагается в регионе Молизе, в провинции Изерния.
Население составляет 1121 человек (2008 г.), плотность населения составляет 27 чел./км². Занимает площадь 42 км². Почтовый индекс — 86082. Телефонный код — 0865.
Покровителем коммуны почитается святой Себастьян, празднование 20 января.

## Демография
Динамика населения:

## Администрация коммуны
- Официальный сайт: http://www.capracotta.com/